# فلو هایمن
فلو هایمن (به انگلیسی: Flo Hyman) بازیکن والیبال اهل آمریکا بود. کنگره ایالات متحده آمریکا در سال ۱۹۸۶ روز ۴ فوریه را به مناسبت تقدیر از فلو هایمن به مناسبت روز ملی ورزش دختران آمریکا برگزید.